# 杨达 (遂宁县子)
楊達（548年—612年6月7日），字士達，中国隋朝宗室。楊紹之子，楊雄之弟，武則天之外祖父。

## 生平
楊達仕北周，为儀同、内史下大夫，封遂寧县男。581年，隋朝建国，为給事黄門侍郎、進爵位子爵。吐谷渾侵隋西部，上柱国元諧为元帥征討，楊達为属下司馬。還军后，楊達兼吏部侍郎、位受開府儀同三司。一年后，转任内史侍郎、历任鄯州刺史、鄭州刺史、趙州刺史。595年，被提拔为工部尚書、加上開府位。楊素評价：“有君子之貌，兼君子之心者，唯杨达耳。”
602年9月，黄河沿岸諸州发生洪水，楊達奉命救援。10月，转任納言。605年，与楊素、宇文恺负责東都洛陽的建設、为营東都副監。612年，隋炀帝征高句麗，楊達为右武衛将軍、進位左光禄大夫。5月，在軍中死去，享年62岁。追贈吏部尚書、始安侯，谥号懿。唐高宗显庆年间，因是武则天外祖父的缘故，追赠尚书左仆射，为他立碑。杨达碑云字叔庄，卒年六十五，谥号曰懿。

## 家庭
有子杨则。杨则子唐朝千牛、岐州司户参军事杨茂节。一女杨宝嫁唐永嘉府队正郭伦，一女为武则天之母杨氏。
杨达另有曾孙右屯卫将军杨知庆。杨知庆至少有四女，一名杨无量寿，嫁江王李元祥子澧州刺史广平郡公李炅；一为唐中宗太子李重俊正妃；一为唐玄宗杨贵嫔，生唐肃宗；一嫁武攸暨子武胜，生子武充。

### 子孙
- 子：杨则
  - 孙：杨茂节，千牛岐州司户参军事
- 子：杨缄，隋符玺郎，被王世充所杀，赠灵州刺史
  - 孙：杨全节，左内率，赠魏州刺史
    - 曾孙：杨知庆，千牛、豹韬二将军
      - 玄孙女：杨无量寿，嫁江王李元祥子澧州刺史广平郡公李炅
      - 玄孙女：杨氏，为唐中宗太子李重俊正妃
      - 玄孙女：杨贵嫔，唐玄宗嫔妃，生唐肃宗
      - 玄孙女：杨氏嫁武攸暨子武胜，生子武充。
- 女儿：杨宝，嫁唐永嘉府队正郭伦
- 女儿：杨氏（579-670），嫁应国公武士彟，武则天之母。太贞夫人杨氏封荣国夫人，九十二岁逝世。[1]

## 传記資料
- 《隋書》卷四十三 列传第八
- 《北史》卷七十一 列传第五十九